# Jill Price
Jill Price (née Rosenberg le 30 décembre 1965 dans le New Jersey) est une Américaine, habitant en 2009 en Californie du Sud avec ses parents qui a été diagnostiquée hyperthymésique. Elle fut la première personne à recevoir un tel diagnostic, et c'est son cas qui a inspiré la recherche sur l'hyperthymie. Elle est également le co-auteur d'un livre sur le sujet.

## Capacités
La mémoire de Price a commencé à changer à partir de l'âge de neuf ans, jusqu'à ce jour du 5 février 1980 : « À partir du 5 février 1980, je me souviens de tout. C'était un mardi. », où elle a commencé à retenir chaque détail de sa vie, même le plus obscur. De plus, lorsqu'elle se remémore un souvenir, elle le revit avec la même intensité émotive. Même lorsqu'elle est concentrée sur une tâche, elle est exposée à un feu croisé d'évènements qui se déroulent autour d'elle comme un film.

## Études
Son état caractérisé par une mémoire autobiographique exceptionnelle s'appelle hyperthymésie ou "syndrome hyperthyméstique". Une première étude conduite par Elizabeth Parker, Larry Cahill et James McGaugh de l'Université de Californie est publiée en 2006.
En 2008, avec Bart Davis, elle co-écrit le livre « La femme qui ne peut pas oublier », expliquant sa vie avec la maladie. Elle acquiert une popularité internationale, et reçoit de nombreuses demandes d'apparitions publiques. Elle accorde une interview dans le cadre du reportage de Channel 4 en septembre 2012 « The Boy Who Can't Forget » où elle donne un aperçu de la difficulté de la vie des personnes atteintes de cette maladie.
Le cerveau de Price a été soumis à une imagerie cérébrale ; l'hippocampe et le cortex préfrontal étaient apparemment normaux. Cependant, certains chercheurs ou journaux évoquent des disparités de taille ou de fonctionnement. Notamment le psychologue de recherche Gary Marcus affirme que le cerveau de Price ressemble à celui des personnes atteintes de trouble obsessionnel compulsif (TOC). Selon lui, sa mémoire autobiographique inhabituelle est en fait un sous-produit de la tenue compulsive d'un journal intime, mais ni Price ni James McGaugh ne valident une telle hypothèse.
En 2009, la chercheuse Dr. Julia Simner, du département de psychologie de l'Université d'Édimbourg, émet l'hypothèse que ses capacités sont intimement liées à ses visualisations du temps dans l'espace, une forme de synesthésie.

## Œuvres publiées
Price, J. et Davis, B. 2008, «La femme qui ne peut pas oublier: l'histoire extraordinaire de vivre avec la mémoire la plus remarquable connue de la science - Un mémoire», Free Press,  (ISBN 1-416-5617-65)